# Biophytum lindsaeifolium
Biophytum lindsaeifolium är en harsyreväxtart som först beskrevs av William Jackson Hooker, och fick sitt nu gällande namn av Paul Erich Otto Wilhelm Knuth. Biophytum lindsaeifolium ingår i släktet Biophytum och familjen harsyreväxter. Inga underarter finns listade i Catalogue of Life.